# Simon & Garfunkel
Simon & Garfunkel bylo americké folk rockové duo, které tvořili zpěvák a skladatel Paul Simon a zpěvák Art Garfunkel. Patřili mezi nejprodávanější hudební interprety 60. let. Mezi jejich nejslavnější nahrávky patří tři americké singly číslo jedna — „The Sound of Silence“ a dvě písně oceněné cenou Grammy za nahrávku roku: „Mrs. Robinson“ a „Bridge over Troubled Water“ — stejně jako „Homeward Bound“, „I Am a Rock“, „Scarborough Fair/Canticle“, „A Hazy Shade of Winter“, „America“, „The Boxer“ a „Cecilia“.
Simon a Garfunkel se potkali v základní škole v Queensu v New York City roku 1953, kde se naučili zpívat ve vícehlasech a Simon začal psát písně. Jako teenageři vystupovali pod názvem Tom & Jerry a zaznamenali menší úspěch s písní „Hey Schoolgirl“ (1957), která napodobovala jejich idoly Everly Brothers. V roce 1963 se znovu spojili a podepsali smlouvu s Columbia Records jako Simon & Garfunkel. Jejich debutové album Wednesday Morning, 3 A.M. (1964) se neprodávalo dobře, a tak se Simon vrátil k sólové dráze, tentokrát v Anglii. V roce 1965 se remixovaná verze „The Sound of Silence“ stala hitem na amerických AM rádiích a dosáhla na první místo Billboard Hot 100. V roce 1966 vydali druhé album Sounds of Silence a začali koncertovat na univerzitách po celé zemi. Na albu Parsley, Sage, Rosemary and Thyme (1966) už měli větší tvůrčí kontrolu. Jejich hudba zazněla výrazně ve filmu Absolvent (režie Mike Nichols, 1967) a v roce 1968 se soundtrack a jejich čtvrté album Bookends (s hitovou verzí „Mrs. Robinson“) střídaly na vrcholu žebříčku Billboard Top 200.
Simon a Garfunkel měli komplikovaný vztah, který vedl k uměleckým sporům a nakonec k rozpadu dua v roce 1970. Jejich poslední studiové album Bridge over Troubled Water, vydané v lednu téhož roku, se stalo jedním z nejprodávanějších alb na světě. Po rozpadu měl Simon úspěšnou sólovou kariéru a vydal alba včetně oceňovaného Graceland (1986). Garfunkel měl úspěšné singly jako „All I Know“ (1973), „I Only Have Eyes for You“ (1975) a „Bright Eyes“ (nejprodávanější singl v Británii za rok 1979) a věnoval se herectví — hrál hlavní role ve filmech Mika Nicholse Catch-22 (1970) a Carnal Knowledge (1971) a ve filmu Nicolase Roega Bad Timing (1980). Duo se několikrát znovu spojilo; jejich koncert v Central Parku v roce 1981 údajně přilákal přes 500 000 lidí, což z něj dělá jedno z největších koncertních publik v historii.
Simon & Garfunkel získali sedm cen Grammy — plus čtyři Grammy Hall of Fame Awards — a v roce 1990 byli uvedeni do Rock and Roll Hall of Fame. Richie Unterberger je popsal jako „nejúspěšnější folk-rockové duo 60. let“ a jedny z nejpopulárnějších umělců té dekády. Patří mezi nejprodávanější hudební interprety, prodali více než 100 milionů desek. V žebříčku Rolling Stone z roku 2010 byli na 40. místě největších umělců všech dob a na třetím místě mezi největšími duety.

## Historie
Potkali se na základní škole v roce 1953, když spolu vystupovali ve školní hře Alenka v říši divů (Simon jako Bílý králík, Garfunkel jako kočka Šklíba). V roce 1957 spolu založili duo Tom and Jerry a okusili první úspěch s malým hitem Hey Schoolgirl. Jako duo Simon and Garfunkel dosáhli slávy v roce 1965 se singlem The Sound of Silence.

## Diskografie
- 1964 Wednesday Morning, 3 A.M.
- 1966 Sounds of Silence
- 1966 Parsley, Sage, Rosemary and Thyme
- 1968 Bookends
- 1970 Bridge Over Troubled Water – česky: Most přes rozbouřené vody
- 1981 Concert in The Central Park

## Ceny
- Grammy Awards 1968 – Nahrávka roku (za „Mrs. Robinson“)
- Grammy Awards 1968 – Nejlepší současný popový interpret – Vokální duo nebo skupina (za „Mrs. Robinson“)
- Grammy Awards 1970 – Nahrávka roku (za „Bridge Over Troubled Water“)
- Grammy Awards 1970 – Album roku (za „Bridge Over Troubled Water“)
- BRIT Awards 1977 – Nejlepší mezinárodní album (za posledních 25 let) (za „Bridge Over Troubled Water“)
- Grammy Awards 2003 – Grammy Lifetime Achievement Award